# قطعة العين الخلفية
قطعة العين الخلفية، أو الجزء الخلفي أو التجويف الخلفي للعين (بالإنجليزية: Posterior segment of eyeball) هو الجزء الخلفي الذي يمثل ثلثي العين ويتضمن الغشاء الزجاجي وجميع الهياكل البصرية التي تليها مثل: الجسم الزجاجي، والشبكية، والمشيمية، والعصب البصري. أثناء فحص تنظير العين (أو تنظير قاع العين)، يُشار أحيانًا إلى الجزء المرئي من جزء العين الخلفي إلى القطب الخلفي للعين أو قاع العين. يتخصص بعض أطباء العيون في الكشف والعلاج عن اعتلالات وأمراض الجزء الخلفي للعين.
تتميز بعض الحيوانات بوجود طبقة عاكسة على سطح الشبكية وتسمى بالغلاف العاكس، مما تعمل على زيادة كمية الضوء التي تستقبلها كل خلية حساسة للضوء ويزداد انعكاس الضوء خارج العين، الأمر الذي يسمح للحيوان برؤية أفضل في ظروف الإضاءة المنخفضة.